# Walter Drenth
Walter Drenth (Nijmegen, 5 februari 1968) is een voormalig Nederlands hockeyer.
Drenth speelde 48 interlands (3 doelpunten) voor de Nederlandse hockeyploeg. Hij debuteerde op 14 januari 1989 tijdens een wedstrijd tegen Maleisië (5-1 winst). De verdediger maakte verder deel uit van de selecties die deelnamen aan het WK 1994 en het EK 1995. Na dat laatste toernooi werd hij niet meer opgeroepen en speelde hij dus voor het laatst met de Nederlandse hockeyploeg. In clubverband speelde Drenth voor NMHC Nijmegen, Oranje Zwart, Amsterdam H&BC. Met die laatste club werd hij landskampioen in 1994, 1995 en 1997. 
Walter Drenth wordt wel gezien als de uitvinder van de flats-techniek. Met deze techniek van spelen zit men veel lager op de grond en glijdt men de stick als het ware over de ondergrond (kunstgras) in plaats van boven de schouder bij het slaan, wat destijds gebruikelijk was. Door deze revolutionaire manier van spelen leverde dat de bijnaam Wallie-Flats op in de hockeywereld. 